# Chrysotus terminalis
Chrysotus terminalis är en tvåvingeart som beskrevs av Van Duzee 1924. Chrysotus terminalis ingår i släktet Chrysotus och familjen styltflugor.
Artens utbredningsområde är Maryland. Inga underarter finns listade i Catalogue of Life.